# Province de Brindisi
Pour les articles homonymes, voir Brindisi (homonymie).
La province de Brindisi est une province italienne située dans le Salento, l'extrémité méridionale de la région des Pouilles.
La capitale provinciale est Brindisi, anciennement « Brindes » en français.

## Géographie physique

### Territoire
La province de Brindisi, qui s'étend sur 1 839 km2 (9,5 % des Pouilles), est la deuxième province la plus petite de la région des Pouilles après la province de Barletta-Andria-Trani. Bien qu'elle soit de petite taille, elle s'étend sur diverses sous-régions :
- à l'extrême nord, le territoire de la province se rétrécit jusqu'à toucher la province de Bari, elle touche ainsi la limite de la sous-région géographique de la Terre de Bari (it) ;
- le centre et le sud de la province relèvent de la sous-région du Salento ;
- au nord, elle s'étend sur la sous-région des Murge ;
- tandis qu'au nord-est, à la frontière avec la province de Tarente, elle relève de la sous-région du Valle d'Itria.

La province borde à l'est, sur une longueur de 80,606 km, le littoral adriatique, riche de petits ports et de baies qui alternent avec de longues plages de sable fin.
L'aspect du territoire change considérablement de zone en zone : dans les sous-régions géographiques de l'ouest, du centre et du nord, le paysage est caractérisé par des collines, des lame (it), des forêts et des trulli. Au sud, le paysage est essentiellement plat et largement occupé par des cultures, comme presque tout le paysage du Salento.
Selon la Carte géologique d'Italie, rédigée par le Service de Géologie d'Italie, la province de Brindisi est composée de différents types de sols. Dans la zone centro-méridionale sont surtout présents :
- du calcaire dolomitique présent généralement dans la zone occupée par les hauts-plateaux des Murge ;
- des dépôts alluviaux :
- du sable argileux et du sable cimenté ;
- des limons gris lagunaires-palustres récents présents sur le territoire des communes de Francavilla Fontana, d'Oria et de San Donaci ;
- des calcarénites ;
- du calcaire de type Panchina, un type de calcaire arénacé ;
- du calcaire bioclastique cimenté ;
- et du sable calcaire peu cimenté.

Dans la zone du centre et du nord sont surtout présents :
- des calcaires de Bari et de Mola, qui remontent au Crétacé supérieur ;
- et des dépôts de calcaire arénacé ou de calcaire-arénacé-argileux, remontant au Pléistocène.

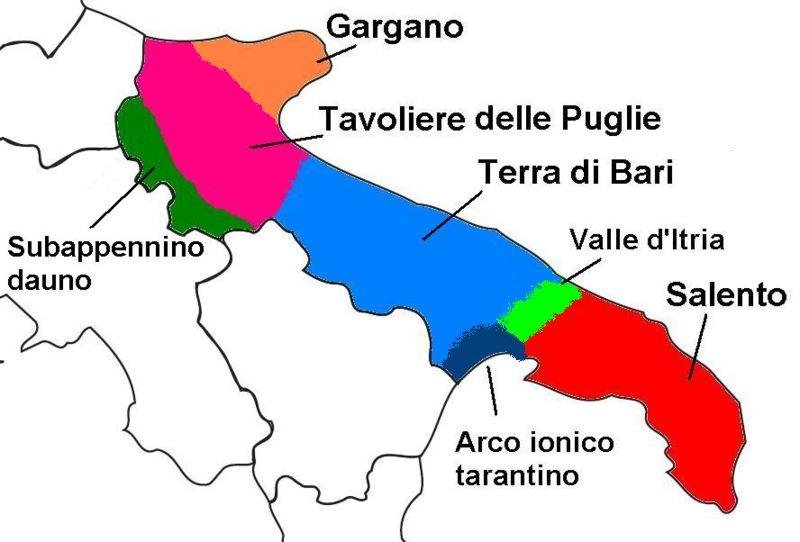
Sous-régions des Pouilles.
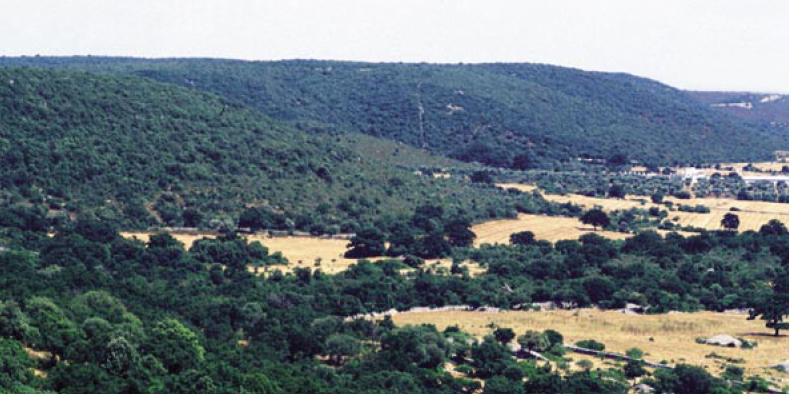
Paysage des Murge.
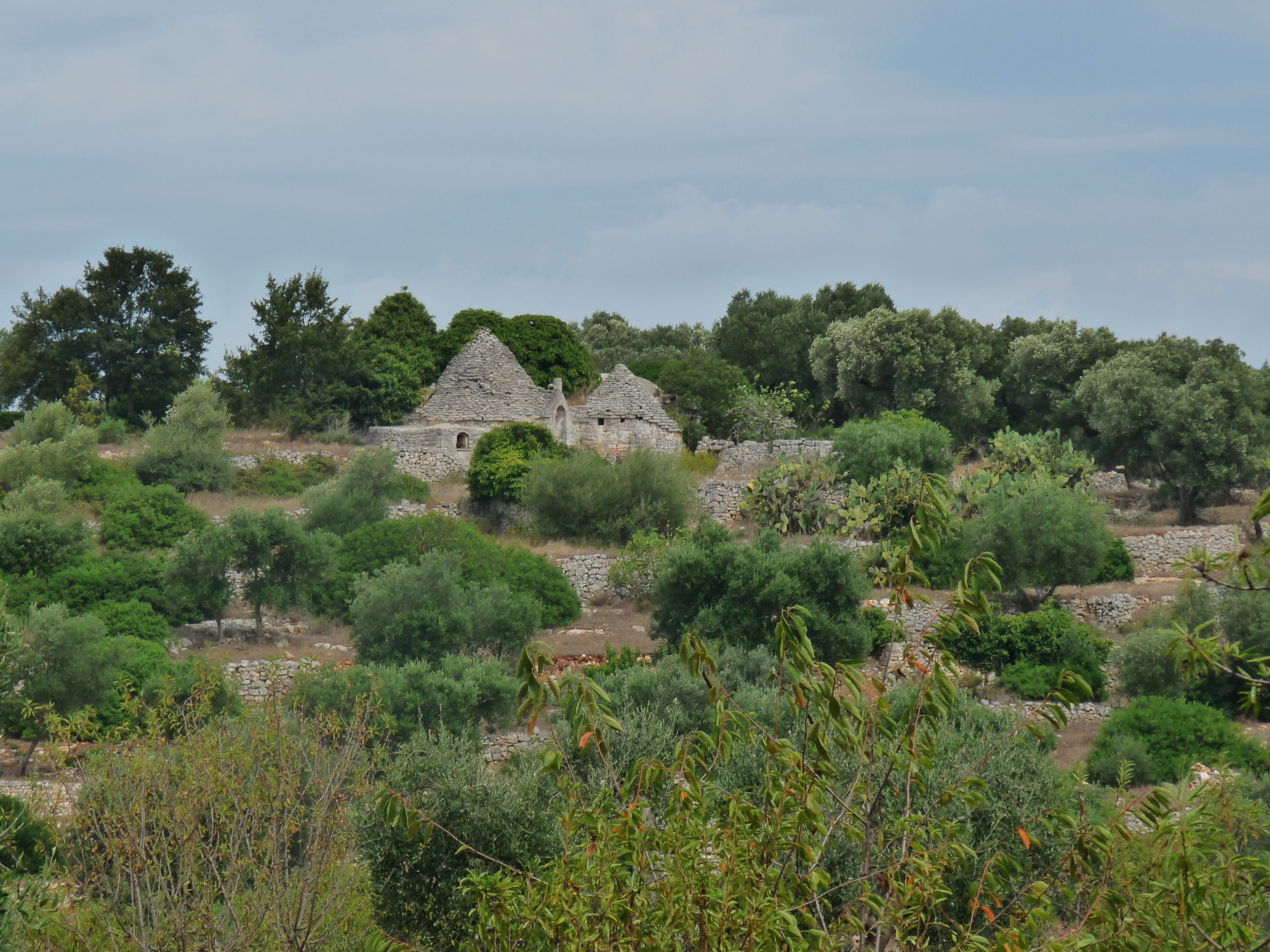
Trulli à Ceglie Messapica.

### Orographie

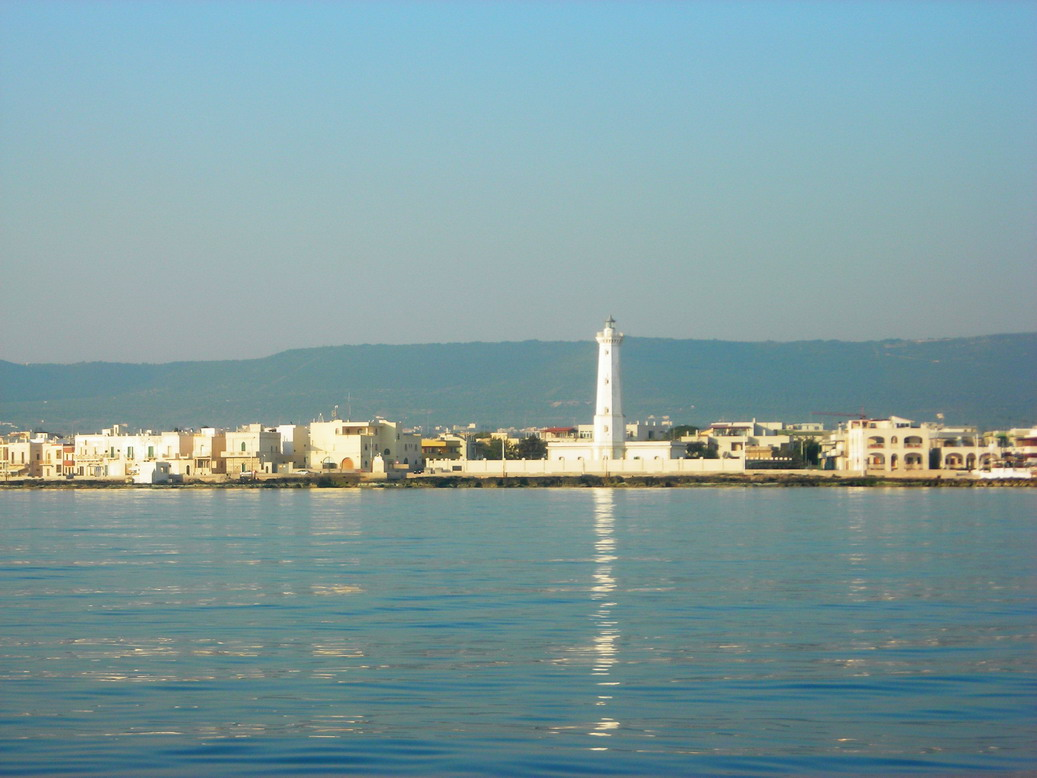
Vue de Torre Canne depuis la mer : sur le fond, on peut noter la brusque élévation des Murge sur le versant adriatique.

L'altitude maximale atteinte à l'intérieur de la province de Brindisi est de 414 mètres. Ce point est situé dans la frazione de Selva di Fasano, dans la commune de Fasano. Les autres hauteurs principales sont un peu plus petites et sont presque toutes situées dans la zone centro-septentrionale.
Le long de la Soglia messapica (it) (dans la zone allant de Villa Castelli à Ceglie Messapica) et long du versant de la mer Adriatique (dans la zone allant de Ostuni à Fasano), les collines s'élèvent brusquement, tandis qu'au sud leur hauteur baisse doucement en direction de la Plaine salentine.

### Hydrographie
Il n'y a pas de fleuve de grande importance dans la province de Brindisi en raison de la forte présence de karst dans les sols, mais on compte de nombreuses sources qui alimentent de petits cours d'eau d'importance mineure. Parmi ces cours d'eau, le plus important est le Canale Reale (it) qui prend sa source à proximité de Villa Castelli et à la frontière de Francavilla Fontana et qui se jette dans la réserve naturelle d'État Torre Guaceto.
De plus, le long du littoral se trouvent de nombreux étangs et des lacs d'eau douce alimentés par des aquifères qui, se trouvant à proximité de la mer, surgissent spontanément du sous-sol.

### Climat
Le climat de la province de Brindisi est le climat méditerranéen, des étés chauds et des hivers avec des températures jamais très basses. Le long de la côte, les changements de températures sont moins fréquents que dans les zones intérieures et l'effet atténuant de la mer Adriatique fait augmenter légèrement la température moyenne. Dans les collines et dans les plaines de l'intérieur, la température est donc généralement plus basse que sur le littoral.
Le climat de la province peut être affecté par des vents froids provenant des Balkans, qui font baisser de plusieurs degrés la température et peuvent causer d'importants gels en hiver et, dans certains cas, des chutes de neige, et des vents chauds provenant de l'Afrique du Nord, qui rendent le climat particulièrement chaud et humide en été.
Les précipitations ne sont pas très abondantes et atteignent environ 600 millimètres de pluie par an.

### Aires naturelles
- Le parc naturel régional des dunes côtières de Torre Canne à Torre San Leonardo
- Le parc naturel régional Salina di Punta della Contessa
- L'oasis de protection du réservoir artificiel et du parc Cillarese
- La réserve naturelle régionale orientée Bosco di Cerano
- La réserve naturelle marine Torre Guaceto
- La réserve naturelle d'État Torre Guaceto

## Histoire

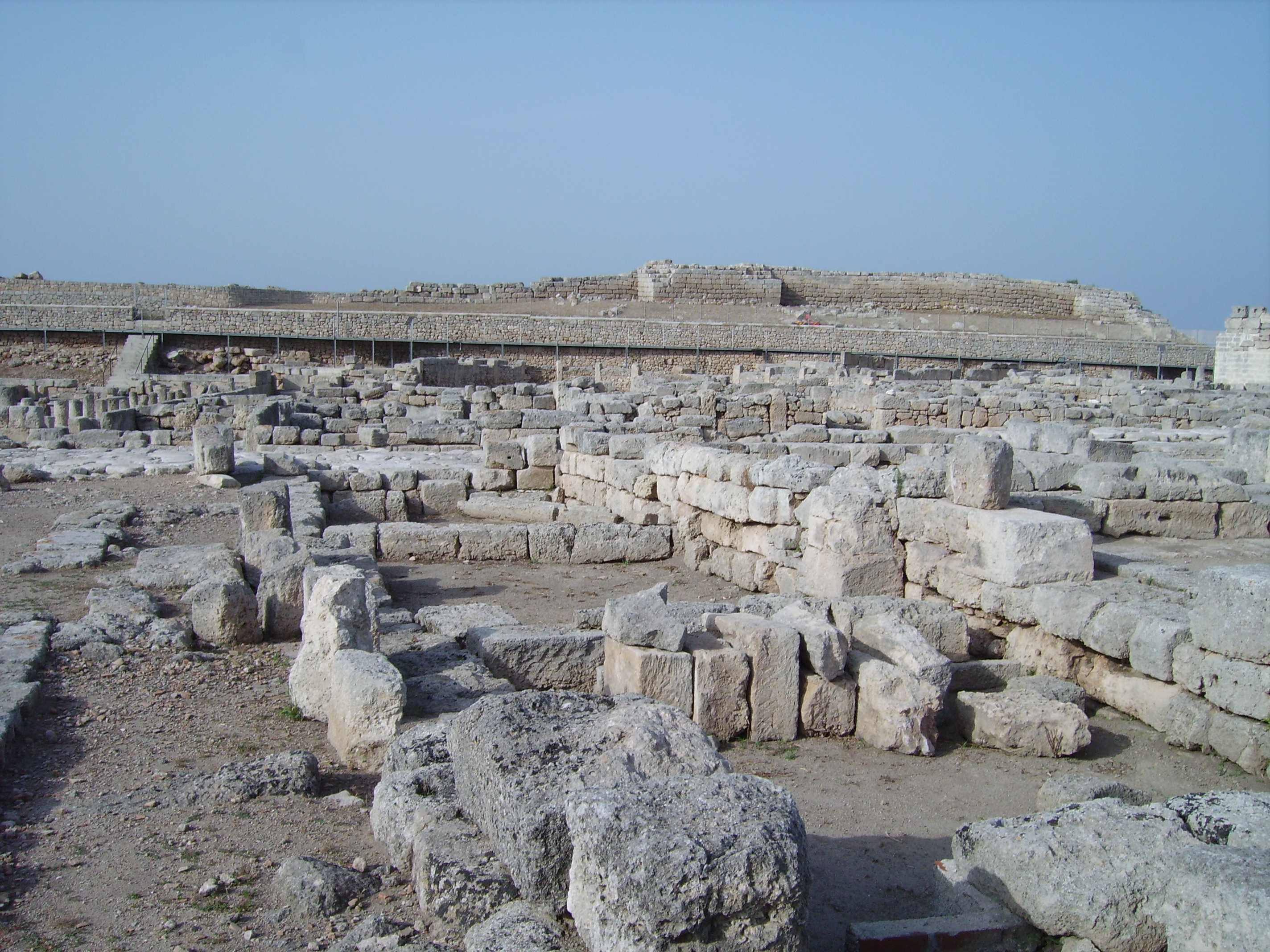
Egnazia depuis une transversale à la Via Traiana.

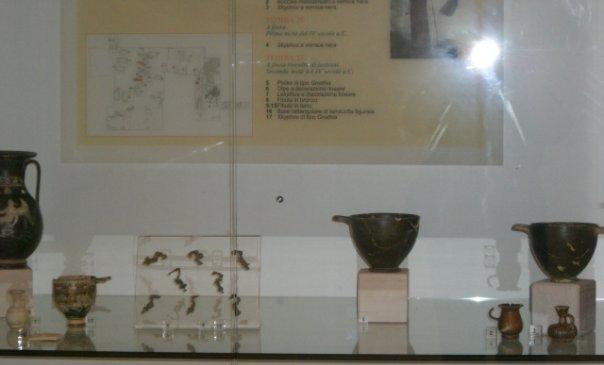
Céramiques remontant au conservées au musée municipal de Villa Castelli.

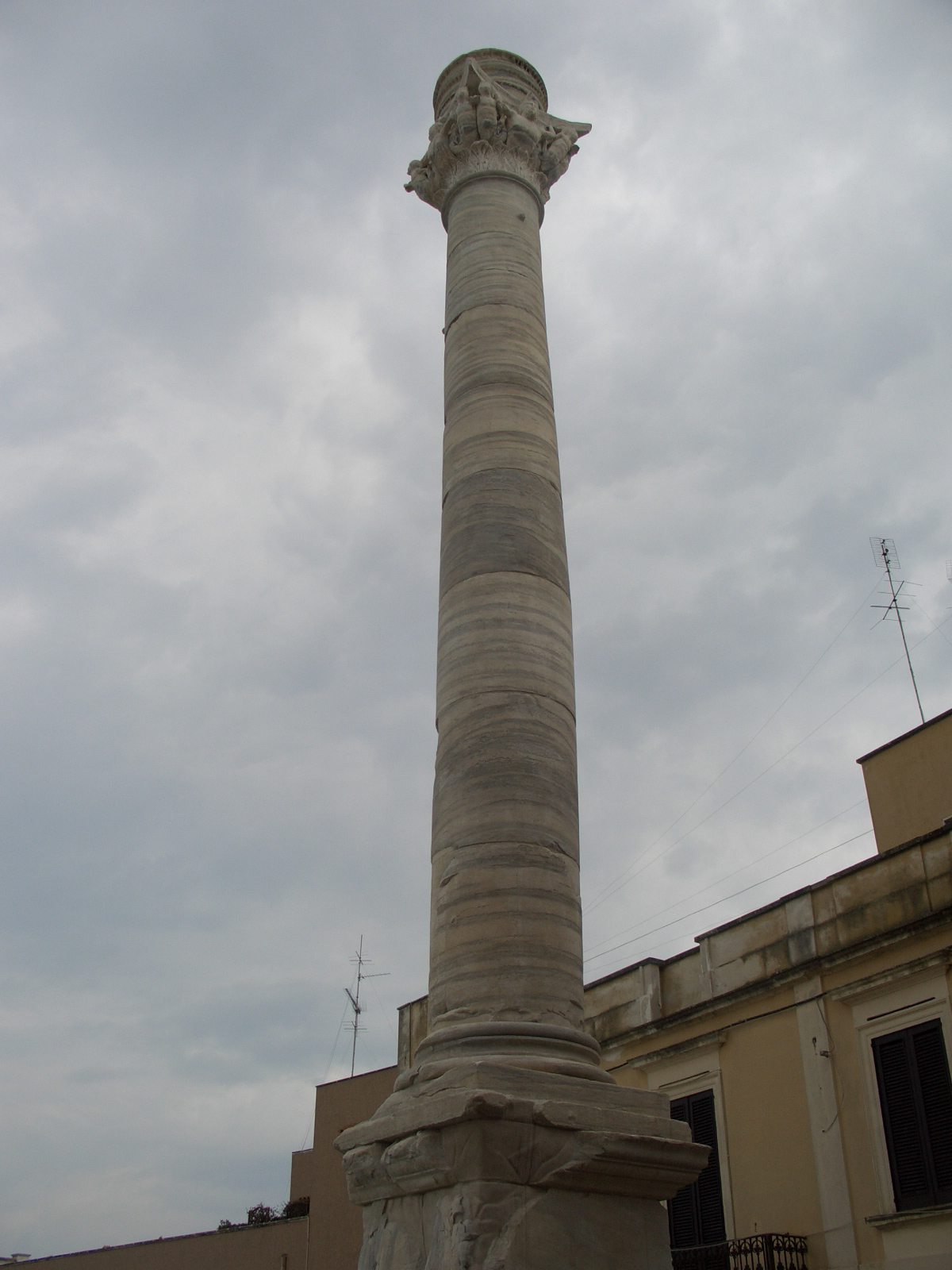
Brindisi, colonne sur la voie appienne.

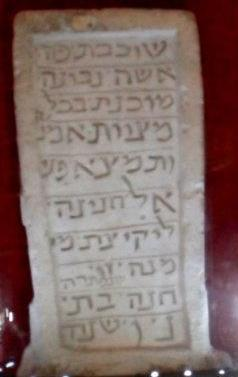
Stèle funéraire juive à la bibliothèque communale d'Oria.

### Préhistoire
Grâce aux nombreux vestiges archéologiques retrouvés dans la province de Brindisi, il est dorénavant possible d'affirmer que ce territoire est déjà habité depuis la Préhistoire par des populations vivant essentiellement dans des grottes et qui chassent dans les forêts avoisinantes alors abondantes en gibier. Par la suite, au Néolithique, apparaissent plusieurs villages (des traces de ceux-ci ont été retrouvées à Oria, Ceglie Messapica, Francavilla Fontana et Ostuni) où se forme une organisation sociale primitive.

### Le peuple des Messapes
Par la suite, entre le VIIIe et VIIe siècles av. J.-C., le peuple des Messapes, provenant de l'Illyrie, s'installe dans les Pouilles. Il forme divers centres urbains, dont certains de grandes dimensions, qui sont devenus les villes de Brindisi, de Mesagne, d'Ostuni, d'Oria, de Carovigno, de Villa Castelli, de Ceglie Messapica et de San Pancrazio Salentino. Deux sites archéologiques importants de cette époque ont aussi été retrouvés : celui d'Egnazia, à proximité de Fasano, et celui de Muro Tenente (it), à proximité de Mesagne. À l'époque des Messapes, la terre de Brindisi dispose de deux ports principaux dont celui d'Egnazia. Le site archéologique de Pezza Petrosa se compose d'un village et d'un avant-poste militaire, couramment appelé Phrourion, qui servait à protéger la cité de Tarente.

### Période romaine
La province de Brindisi suit l'histoire du reste de la région : elle est conquise par les Romains en l'an 276 en perdant ainsi tous ses droits politiques. Brindisi devient une colonie romaine en 244 av. J.-C. puis un municipe en 89 av. J.-C. grâce à une croissance économique et stratégique importante du fait de sa position et pour la richesse de ses produits agricoles : l'huile, le vin et le blé. La cité d'Oria devient elle aussi un municipe en raison de sa position entre Tarente et Brindisi et elle conserve sa fonction de contrôle du territoire le long de la Voie Appienne. Ensuite, en l'an 109, l'empereur Trajan fait construire la Via Traiana le long de la côte de la province de Brindisi mais qui passe aussi par Oria.

### Moyen Âge
Entre le IVe et Ve siècles commencent à apparaître les premiers lieux de culte chrétiens. Dans les siècles qui suivent, les habitations rupestres se diffusent aussi de plus en plus, comme la grotte de San Biagio à proximité du village de San Vito dei Normanni.
Avec la chute de l'Empire romain d'Occident en 476, le territoire de la province de Brindisi ainsi que toute l'Italie méridionale sont le théâtre de guerres entre les Goths et l'Empire byzantin qui détruisent de nombreuses villes. Pour cette raison, du VIe siècle au IXe siècle, les populations de la région connaissent une période de migration depuis la zone côtière vers l'intérieur du pays, en particulier dans les murge méridionales, qui offrent une plus grande sécurité en raison de leur hauteur. Elles y forment des casali, des centres urbains de petites dimensions.
Aux alentours de l'an 850, après avoir libéré la ville de Bari des Sarrasins, les Francs, guidés par Louis II d'Italie, arrivent à Oria en 866 où ils prennent la ville aux Sarrasins et s'installent dans des casali à proximité. Au IXe siècle, Oria atteint l'apogée de son développement économique et culturel en devenant une cité connue dans tout le pourtour de la mer Méditerranée pour son influente communauté juive et pour sa richesse.
Le territoire de la province, après le IXe siècle, connaît à nouveau de meilleurs jours avec l'arrivée de Normands en Italie du Sud qui incorporent la province de Brindisi à la principauté de Tarente. Ils construisent de nombreuses églises et des châteaux, comme à San Vito dei Normanni, à Mesagne et à Ostuni, qui existent encore aujourd'hui. De plus, la population retourne habiter sur le littoral qu'elle avait quitté. Les Suèves, arrivés au pouvoir et dirigé par l'empereur Frédéric II, laissent eux aussi une trace de leur passage dans le paysage de la province : ils font construire un château fortifié à Oria pour contrôler la mer Adriatique et la mer Ionienne, puis un château à Brindisi à l'endroit où finissait la Voie Appienne et agrandissent aussi le château de Mesagne.
Pendant tout le Moyen Âge tardif, la cité de Brindisi récupère en grande partie son importance : par cette ville passe en effet la Via Francigena, parcourue par de nombreux pèlerins, des croisés et des marchands de toute l'Europe, qui s'embarquent depuis le port de Brindisi pour la Terre sainte. De plus, l'ordre de Malte, l'ordre du Temple et l'ordre Teutonique s'installent tous trois dans la ville. En 1089, le comte normand Godefroi de Conversano, lors du Synode de Melfi, demande au pape Urbain II de se rendre à Brindisi pour consacrer la cathédrale. En cette occasion, la ville passe du statut de siège épiscopal à celui d'archevêché.
Vers 1450, le prince de Tarente, Giovanni Antonio Orsini Del Balzo (it), qui veut mieux défendre Brindisi, fait boucher le canal qui relie le port interne au port externe de la ville. Les effets collatéraux de ce projet sont désastreux : les eaux stagnantes causent le paludisme qui entraîne une diminution de la population de la ville. Les villes rurales, au contraire, se développent rapidement, comme celles de Francavilla Fontana, de San Vito dei Normanni, d'Ostuni et de Fasano où, toujours dans la même décennie, ont été érigées de nombreuses forteresses.
Sous la domination de la couronne d'Aragon, le danger des attaques des Turcs, qui ont assiégé en 1480 la ville d'Otrante, augmente considérablement. En conséquence, de nombreuses fortifications sont construites le long de la côte, beaucoup d'elles étant encore visibles de nos jours.

### Période moderne
Vers le milieu du XVIe siècle, la province de Brindisi, ainsi que le reste du royaume de Naples, est envahie par les Cappelletti (cavalleria) (it), des chevau-légers de la république de Venise, qui saccagèrent de nombreuses cités. À la suite du concile de Trente entre 1545 et 1563, de nouveaux ordres religieux voient le jour sur le territoire de la province : les frères Carmélitains et Capucins. Aux alentours de 1575, l'archevêché de Brindisi et l'évêché d'Oria se séparent et se répartissent aussi le contrôle des villes de la région.
Dans la première moitié du XVIIe siècle, de nombreuses révoltes populaires éclatent dans les communes de la province qui s'opposent à l'oppression féodale qui pendant des siècles avait appauvri les classes les plus faibles. Cependant, les nobles organisent rapidement une contre-attaque en se réunissant à Francavilla et en décidant d'attaquer en premier lieu la ville de Tarente pour ensuite se répandre dans toute la Terre d'Otrante et réprimer par le sang toute insurrection révolutionnaire.
Tout au long du XVIIIe siècle se succèdent de nombreuses pestes et des famines qui font de nombreuses victimes dans toute la province. Avec l'arrivée de la nouvelle de la Révolution française, des affrontements violents ont lieu entre les Jacobins, favorables aux idées révolutionnaires françaises, et les Sanfédistes, favorables au gouvernement des Bourbon-Siciles. À la fin des combats, les Bourbons rétablissent leur pouvoir sur la province, bien que de façon très précaire.
Au début du XIXe siècle se développent des mouvements liés au carbonarisme et le banditisme augmente, surtout dans les communes de l'intérieur de la province. Pour cette raison, le royaume des Deux-Siciles envoie l'armée et réduit le phénomène criminel avec des arrestations et des exécutions de nombreux bandits, parmi lesquels Papa Ciro (it), un des représentants majeurs du brigandage local, mais il ne réussit pas à l'éradiquer totalement.
Pendant le XIXe siècle, de nombreuses infrastructures sont bâties, telles que le Chemin de fer Tarente-Brindisi inauguré en 1886. Des routes sont construites pour relier les communes. De plus, des progrès sont aussi faits dans l'amélioration des conditions d'hygiène des villes. En 1871 (en réalité depuis déjà quelques années auparavant), le village de Villa Castelli présente ses premières requêtes pour obtenir une autonomie vis-à-vis de la commune de Francavilla Fontana, mais celle-ci lui est refusée.
Dans les mêmes années, avec l'ouverture de l’Indian Mail, une ligne marchande maritime passant par le port de Brindisi et reliant le canal de Suez à Londres et à l'Inde, la ville de Brindisi est relancée économiquement.
Entre les XIXe et XXe siècles, l'industrie de la transformation des produits agricoles se développe à Brindisi, à San Pietro Vernotico, à Mesagne, à Ostuni et à Fasano, de plus, la culture des vignes et de l'olivier se diffuse de plus en plus. À Brindisi se développent des tonnelleries pour le commerce du vin.
Pendant la Première Guerre mondiale, la ville de Brindisi contribue de manière importante aux évènements belliqueux grâce à la taille et à la sécurité de son port tandis que ses industries mécaniques travaillent à des rythmes frénétiques. Pendant le Biennio rosso, de nombreux conflits internes ont lieu.

### Période contemporaine et création de la province

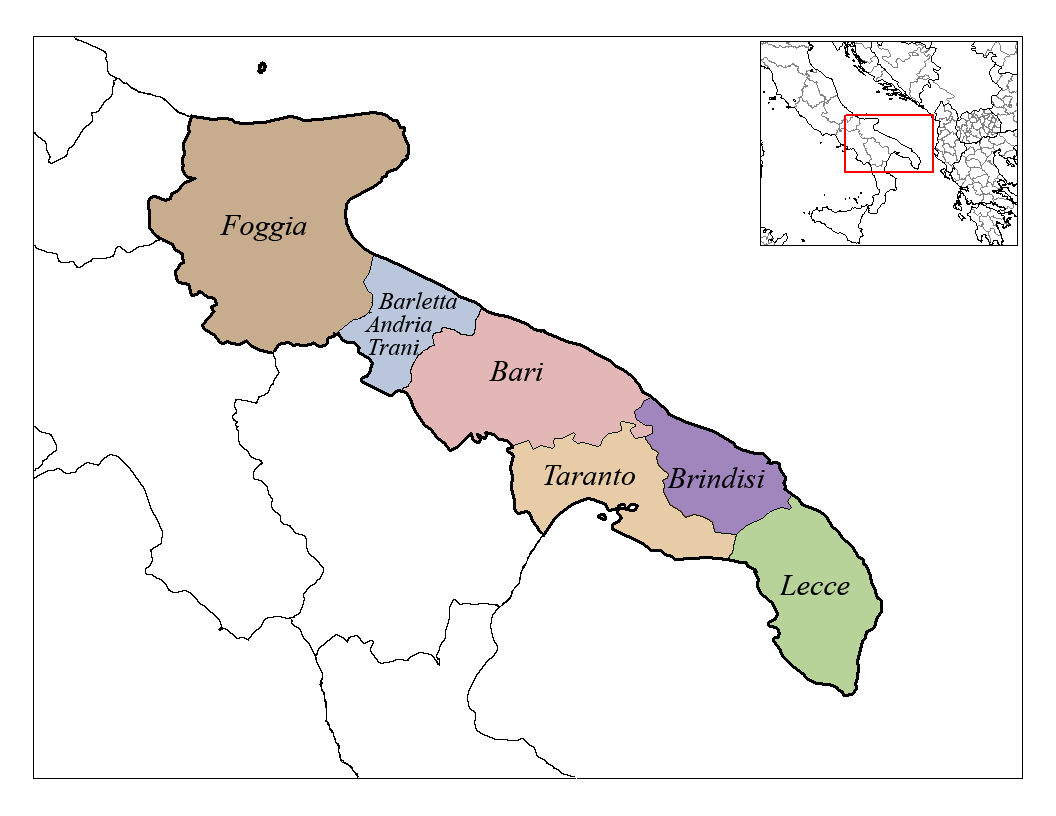
Provinces de la région des Pouilles.

En 1927, la province de Brindisi est créée sur le territoire de l'ancien Circondaire de Brindisi qui comprenait les villes de Brindisi, de Ceglie Messapica, de Francavilla Fontana, de Mesagne, d'Oria, d'Ostuni, de San Vito dei Normanni et enfin d'un huitième village, aujourd'hui ne faisant plus partie de la Province de Brindisi, Salice Salentino), qui faisait anciennement partie de la province de Lecce. À ces communes s'ajoutent celles de Cellino San Marco, de Cisternino et de Fasano qui faisaient anciennement partie de la Terre de Bari, de San Pietro Vernotico et de Torchiarolo. Après quelques mois, les communes de Guagnano, de Salice Salentino et de Veglie qui avaient été rattachées à la Province de Brindisi s'en séparent et retournent à celle de Lecce.
Dans les années 1960, à Brindisi, une grande usine pour les besoins de l'industrie pétrolière est construite. Elle s'ajoute aux entreprises mécaniques et aéronavales qui donnent des emplois à beaucoup de techniciens et d'ouvriers de la province mais aussi des provinces et des régions limitrophes. Le reste du territoire provincial se spécialise dans l'agriculture de type intensive caractérisée par des petites et moyennes entreprises.
Avec la crise de la grande industrie chimique et la création d'un grand pôle industriel à Tarente, les ouvriers spécialisés de la province commencent à migrer vers Bari et Tarente.
Grâce à sa position géographique de port de l'Europe de l'Est, la ville de Brindisi est dans les années 1980 et 1990 un point important du trafic de cigarettes de contrebande provenant des Balkans et destinées au commerce européen. Dans les mêmes années, la criminalité organisée des Pouilles atteint son apogée en favorisant particulièrement le phénomène de la contrebande et en augmentant les séries d'extorsions contre les commerçants de Brindisi. Cette criminalité est presque entièrement éradiquée grâce aux grandes opérations du mouvement anti-mafia menées en 1995 et en 2000 par l'Armée de terre italienne. Cependant, le crime organisé occupe encore une certaine importance au niveau provincial, en particulier dans le trafic de drogue et dans l'immobilier.
Aujourd'hui, le processus de tertiarisation de l'économie qui vise le développement et la commercialisation des produits locaux de qualité rencontre le succès dans toute la province de Brindisi, et le patrimoine artistique et naturel qui sont la base d'un tourisme culturel important est valorisé.

### Sites archéologiques
- Dolmen de Montalbano à Fasano
- La cité portuaire antique d'Egnazia
- La cité messapienne de Kailia
- Le site archéologique de Pezza Petrosa
- Le site archéologique de Valesio
- La zone archéologique de San Pietro degli Schiavoni à Brindisi
- La zone archéologique de la via Casimiro à Brindisi

### Monuments et lieux d'intérêt
- Le château Alfonsino (Îles Pedagne)
- Le château Dentice di Frasso de Carovigno
- Le château Dentice di Frasso de San Vito dei Normanni
- Le château souabe de Brindisi
- Le château normano-souabe de Mesagne
- Le château souabe d'Oria
- Le château de Francavilla Fontana
- Le château ducal de Ceglie Messapica
- La Cathédrale de Brindisi
- La Cathédrale d'Oria

## Population
La province comporte 20 communes et 401 652 habitants (9,8 % de la population des Pouilles) sur une superficie de 1 839 km2 (9,5 % des Pouilles).

### Répartition géographique
Voici la population des principales communes au 1er janvier 2014 :
| Commune               | Nombre d'habitants |
| --------------------- | ------------------ |
| Brindisi              | 89 165             |
| Fasano                | 39 734             |
| Francavilla Fontana   | 36 903             |
| Ostuni                | 31 710             |
| Mesagne               | 27 516             |
| Ceglie Messapica      | 20 032             |
| San Vito dei Normanni | 19 477             |
| Carovigno             | 16 508             |
| Oria                  | 15 409             |
| Latiano               | 14 963             |

| Commune                 | Nombre d'habitants |
| ----------------------- | ------------------ |
| San Pietro Vernotico    | 13 994             |
| Cisternino              | 11 702             |
| Torre Santa Susanna     | 10 674             |
| San Pancrazio Salentino | 10 179             |
| Villa Castelli          | 9 249              |
| Erchie                  | 8 960              |
| San Donaci              | 6 845              |
| Cellino San Marco       | 6 807              |
| San Michele Salentino   | 6 372              |
| Torchiarolo             | 5 453              |

### Évolution démographique
Le graphique suivant représente le nombre de résidents de la province de Brindisi de 2001 à 2013.

### Minorités étrangères
Le 31 décembre 2013, 9 018 étrangers (3 970 hommes et 5 048 femmes), soit 2,2 % de la population totale, résident dans la province de Brindisi.
Ci-dessous sont reportés le nom des minorités comportant plus de 100 habitants :

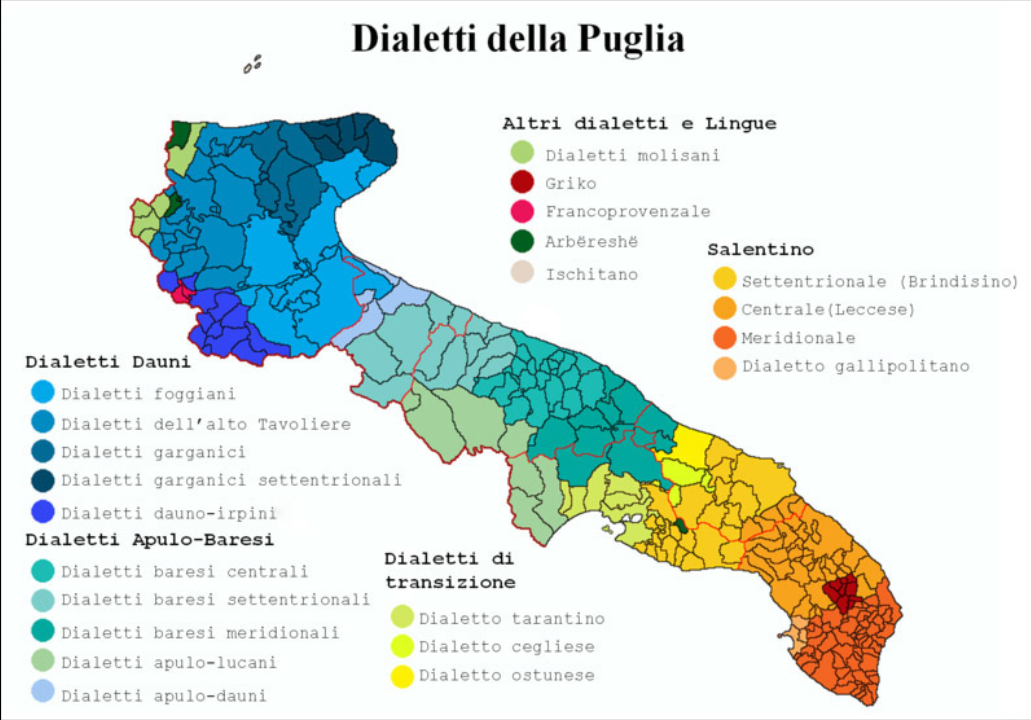
Dialectes des pouilles (cliquer pour agrandir). La province de Brindisi, délimitée en rouge, est la deuxième à partir de la droite, sur la côte nord.

- Roumanie : 2 313
- Albanie : 2 297
- Maroc : 812
- Royaume-Uni : 450
- Chine : 325
- Allemagne : 187
- États-Unis d'Amérique : 178
- Inde : 164
- Géorgie : 153
- Pologne : 152
- Nigéria : 132

### Langues et dialectes
En plus de l'italien et des langues des différentes minorités étrangères, on rencontre les dialectes suivants, du Nord au Sud :
- le dialecte de Bari, à Fasano et Cisternino, à la frontière avec la province de Bari ;
- le dialecte de Brindisi qui s'étend aussi sur la province de Tarente ;
- le dialecte de Lecce dans la ceinture méridionale.

Le premier est du groupe apulo-barais (Bari) et les deux derniers du salentin (Salento). De plus, la province comporte des dialectes de transition entre apulo-barais au Nord et salentin au Sud.

### Religion
Dans la province de Brindisi, la confession majoritaire est le christianisme de l'église catholique romaine. Il existe néanmoins des minorités orthodoxe, protestante, musulmane et juive.
Sur le territoire de la province se trouvent :
- le diocèse de Conversano-Monopoli, avec les communes de Cisternino et Fasano ;
- l'archidiocèse de Brindisi-Ostuni, avec les communes de Brindisi, Ostuni, Mesagne, Carovigno, San Michele Salentino, San Vito dei Normanni, Cellino San Marco, San Donaci et San Pancrazio Salentino ;
- le diocèse d'Oria, avec les communes d'Oria, Francavilla Fontana, Latiano, Ceglie Messapica, Villa Castelli, Erchie et Torre Santa Susanna ;
- l'archidiocèse de Lecce, avec les communes de Torchiarolo et San Pietro Vernotico.

La province comporte en tout 91 paroisses.

## Économie

### Agriculture, pêche et élevage

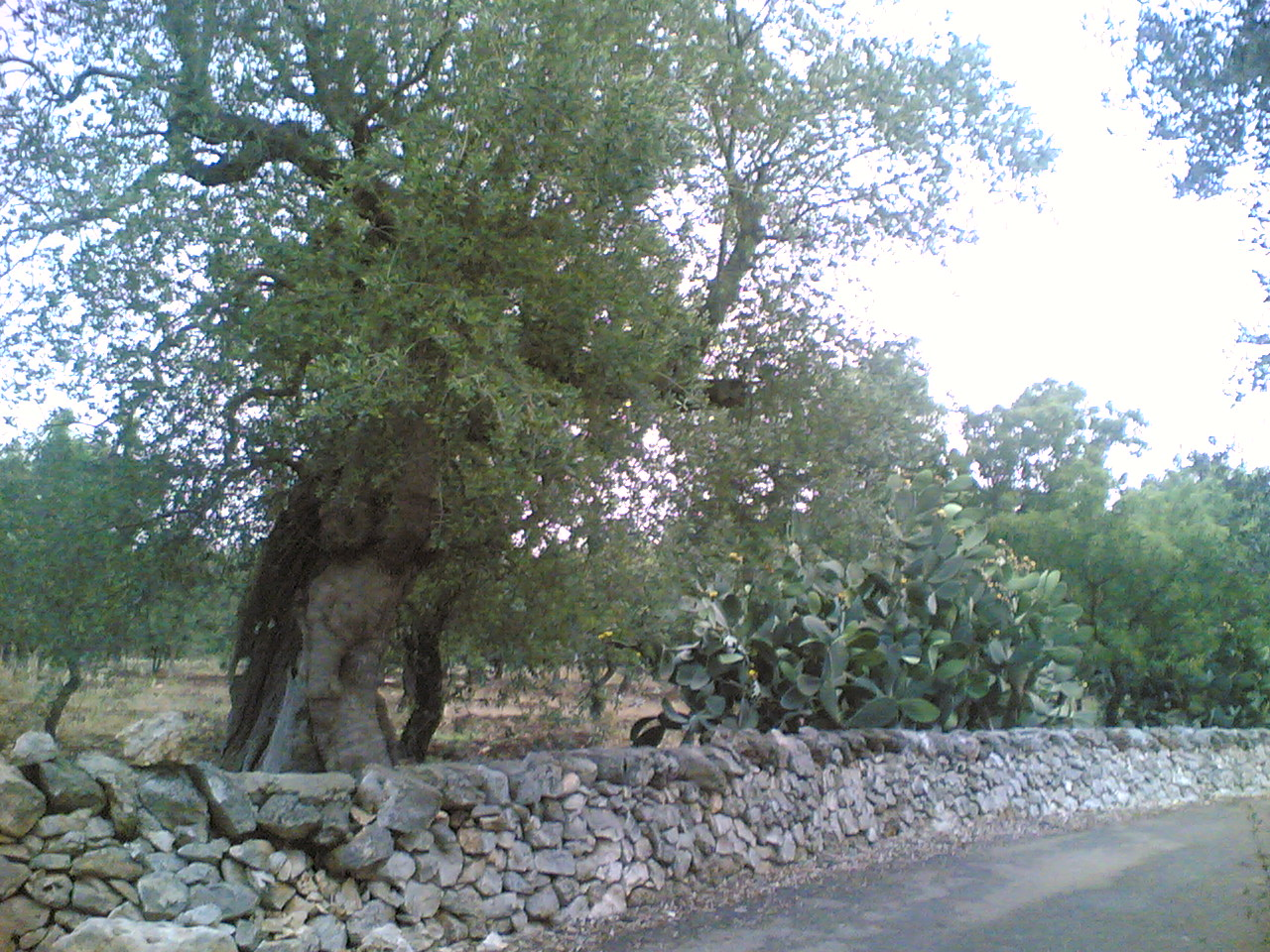
Olivier typique de la campagne autour de Brindisi.

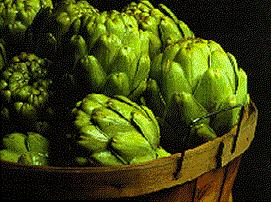
L'artichaut, un produit typique de la région.

Tout le territoire de la province est historiquement voué au secteur agricole, avec une superficie de 131 481 hectares utilisée pour la production agricole qui atteint environ 339 millions d'euros de production brut vendable en contribuant ainsi en manière déterminante à l'économie de toute la région des Pouilles. Parmi les différentes cultures agricoles domine la culture de l'olivier et de l'huile d'olive, près de 60 000 hectares de terre sont dédiés à des oliveraies pour la plupart centenaires et qui laisse à la province un patrimoine d'une valeur paysagiste importante. La deuxième culture agricole importante de la province est la culture des vignobles (25 000 hectares de terre) dont font partie plusieurs cépages connus, tels que le Negroamaro et le Malvoisie, et desquels sont tirés des vins à l'Appellation d'origine contrôlée. Sur les collines de la Valle d'Itria sont présentes de nombreuses variétés de fruits parmi lesquels les plus emblématiques sont les amandiers tandis que dans les plaines sont présents de nombreux pêchers. Plusieurs variétés de légumineuse sont aussi cultivées dont les tomates, les artichauts, les céréales et les pastèques. C'est sur ces produits qu'est basée la gastronomie traditionnelle locale.
13 768 entreprises de cultivateurs sont inscrites dans le registre de la Chambre du Commerce de Brindisi tandis que 1 861 autres sont inscrites directement à l'Institut national de l'assurance sociale italienne.
Le domaine de l'élevage est aussi très représenté avec 400 entreprises qui élève au total près de 15 000 têtes bovines et 34 000 ovins et caprins.
La pêche, vu le nombre restreint de communes de la province ayant une façade maritime (mis à part la ville de Brindisi elle-même), n'a pas eu de développement important comme l'agriculture.

### Industrie
Le plan régulateur de l'Aire de Développement Industriel de Brindisi, la première à être institué dans les Pouilles avec celle de Tarente, prévoit une agglomération industrielle principale à Brindisi et trois agglomérations satellite à Fasano, Ostuni et Francavilla Fontana.
Il y a une décennie, 1 000 hectares de terre étaient encore disponibles pour de nouveaux projets industriels. La province est bien dotée en infrastructure ce qui rend la ville de Brindisi et tout le territoire provincial adapté à accueillir de nouveaux emplacements industriels et commerciaux.
Dans la capitale provinciale se concentre de nombreux implants industriels actifs dans le secteur de la chimie, du pétrochimique, de l'énergie et de l'aéronautique (avec les implantations industrielles des sociétés Alenia Aeronautica, Avio et Agusta) alors que dans les centres industriels satellites se sont développées des entreprises petites et moyennes actives dans les secteurs du textile, de la mécanique légère et de la mode en offrant ainsi du travail à des habitants des communes voisines où les entreprises sont pour la plupart dans le secteur agricole.
Le développement du secteur agroalimentaire est aussi en hausse depuis 1991 avec une augmentation de 19,5 % dans la transformation et la conservation des fruits et des légumes et de 6,2 % dans le domaine de la viticulture.

#### Énergie
La province de Brindisi est une des plus grandes productrices d'énergie électrique en Italie grâce à la présence de trois importantes centrales électriques, toutes situées à Brindisi :
- la Centrale ENEL Federico II (située dans la frazione Cerano) : entrée en service entre 1991 et 1993, elle est la plus grande centrale électrique d'Italie avec une capacité de 2 640 mégawatt[20] ;
- la Centrale thermoélectrique Edipower de Brindisi : centrale thermique ayant une puissance de 1 280 mégawatt[20] ;
- la Centrale thermoélectrique EniPower de Brindisi : centrale thermique à cycle combiné de 1 170 mégawatt[20].

Dans le domaine des énergies renouvelables, la province détient un des plus hauts taux de densité de parcs photovoltaïque d'Europe, avec une production de 700 mégawatt. De plus, il est en projet la construction d'un parc photovoltaïque de 84 343 m2, sur le territoire communal de Brindisi, qui sera le plus grand de toute l'Europe avec une production de 15,12 gigawatt par heure. Il est aussi prévu la construction d'un terminal méthanier à Brindisi mais les travaux ne débutent à cause d'une évaluation de l'impact naturel qu'il causerait ainsi qu'à cause d'une opération judiciaire ayant provoqué plusieurs arrestations, des perquisitions et ayant levé l'hypothèse d'une importante corruption.

### Secteur touristique

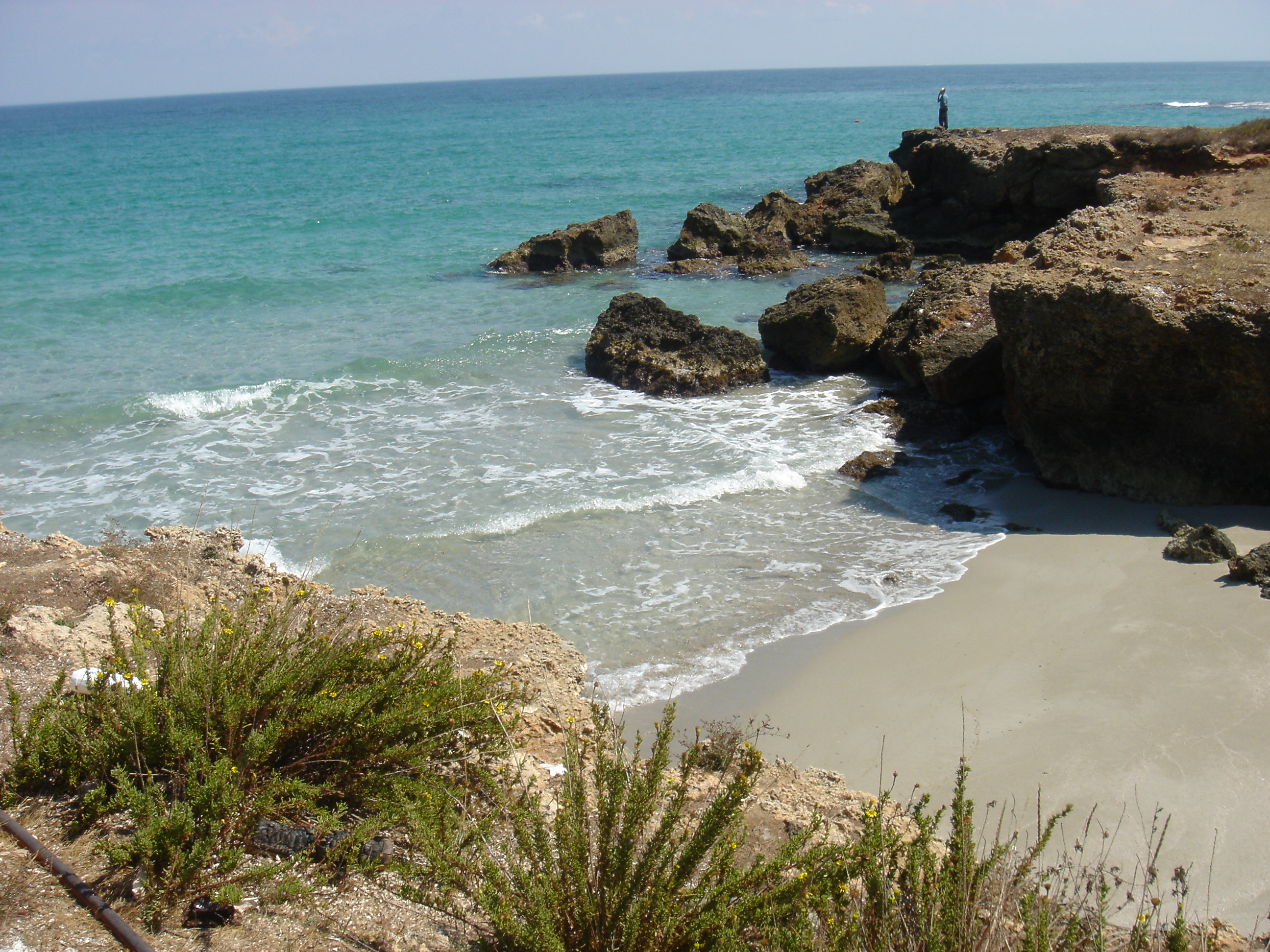
Une petite crique de Specchiolla.

## Administration

### Conseil provincial
Depuis les élections du 12 octobre 2014, le président de la province est Maurizio Bruno, membre du PD et déjà maire de Francavilla Fontana.
Voici la liste des préfets puis présidents de la province de Brindisi depuis 1926 :
| Mandat                                   | Président de la province    | Parti politique | Charge                   |
| ---------------------------------------- | --------------------------- | --------------- | ------------------------ |
| 16 décembre 1926-10 août 1930            | Ernesto Perez               |                 | Préfet                   |
| 10 août 1930-1er août 1932               | Francesco Rosso             |                 | Préfet                   |
| 1er août 1932-14 septembre 1934          | Marino Mutinelli            |                 | Préfet                   |
| 14 septembre 1934-7 juin 1941            | Silvio Ghidoli              |                 | Préfet                   |
| 7 juin 1941-10 mars 1944                 | Giovan Battista Pontiglione |                 | Préfet                   |
| 10 mars 1944-25 août 1944                | Francesco Guasco            |                 | Préfet                   |
| 25 août 1944-??                          | Enrico Cavalieri            |                 | Préfet                   |
| Les données manquantes sont à compléter. |                             |                 |                          |
| 23 avril 1995-27 juin 2004               | Nicola Frugis               | Centre droit    | Président de la province |
| 28 juin 2004-22 juin 2009                | Michele Errico              | Centre gauche   | Président de la province |
| 23 juin 2009-23 octobre 2012             | Massimo Ferrarese           | Centre gauche   | Président de la province |
| 24 octobre 2012-14 octobre 2014          | Cesare Castelli             |                 | Commissaire-Préfet       |
| 14 octobre 2014-actuel                   | Maurizio Bruno              | PD              | Président de la province |

### Crédits de traduction
- (it) Cet article est partiellement ou en totalité issu de l’article de Wikipédia en italien intitulé « Provincia di Brindisi » (voir la liste des auteurs).